# Држава: Државна организација (књига друга)
Држава: Државна организација, поратна држава (књига друга) јесте други део двотомне правнотеоријске студије из области теорије државе, аутора Слободана Јовановића, објављене 1936. године од стране Издавачког и књижарског предузећа Геца Кон а.д. из Кнез Михаилове улице бр. 12 у Београду.

## О аутору
Слободан Јовановић (1869-1958) је био српски и југословенски правник и историчар, доктор правних наука, професор и декан Правног факултета Универзитета у Београду, ректор Универзитета у Београду, председник Српске краљевске академије, председник Министарског савета Краљевине Југославије, оснивач и председник Српског културног клуба. Сматра се најзначајнијим домаћим правним теоретичарем и писцем. Његова дела су, иако фундаментална у области опште правне теорије и теорије државе, дуго била скрајнута у времену комунистичке Југославије, будући да је Јовановић током Другог светског рата био председник југословенске краљевске владе у емиграцији и да је у одсуству осуђен на Београдском процесу 1946. године.

## Историјат
Као професор и декан Правног факултета Универзитета у Београду, др Слободан Јовановић је 1906. године написао уџбеник општег државног права намењен студентима овог факултета. Већ 1914. године је потпуно преуредио уџбеник, а 1922. године је издао и допуњено издање које је обухватало нове правне институте. Међутим, 1936. године је издао сасвим ново, формално четврто издање, премда из основа другачије, али које се наслања на претходна три.

## Издања
Први и други том Јовановићеве Државе је штампан као јединствена књига 1990. године у оквиру првог издања његових сабраних дела у 12 томова, које су заједнички издали Београдски издавачко-графички завод (БИГЗ), Југославија Публик и Српска књижевна задруга. Приређивач издања је био историчар др Радован Самарџић, редовни члан Српске академије наука и уметности, директор Балканолошког института и председник Српске књижевне задруге.
Издавачко предузеће Просвета је 2005. године објавило библиофилско издање сабраних дела Слободана Јовановића у 17 томова. У овом издању, Држава се појављује у две књиге.
Књигу О држави:Основи једне правне теорије је 2011. године објавио и Правни факултет Универзитета у Београду.